# Riedelia
För insektssläktet, se dess enda art Riedelia bicolor.
Riedelia är ett släkte av enhjärtbladiga växter. Riedelia ingår i familjen Zingiberaceae.
Arter enligt Catalogue of Life:
- Riedelia affinis
- Riedelia alata
- Riedelia albertisii
- Riedelia angustifolia
- Riedelia areolata
- Riedelia arfakensis
- Riedelia aurantiaca
- Riedelia bicuspis
- Riedelia bidentata
- Riedelia bismarcki-montium
- Riedelia brachybotrys
- Riedelia branderhorstii
- Riedelia brevicornu
- Riedelia capillidens
- Riedelia charontis
- Riedelia corallina
- Riedelia cordylinoides
- Riedelia curcumoidea
- Riedelia curviflora
- Riedelia decurva
- Riedelia dolichopteron
- Riedelia epiphytica
- Riedelia erecta
- Riedelia eupteron
- Riedelia exalata
- Riedelia ferruginea
- Riedelia flava
- Riedelia fulgens
- Riedelia geanthus
- Riedelia geluensis
- Riedelia geminiflora
- Riedelia graminea
- Riedelia grandiligula
- Riedelia hirtella
- Riedelia hollandiae
- Riedelia insignis
- Riedelia klossii
- Riedelia lanata
- Riedelia lanatiligulata
- Riedelia latiligula
- Riedelia ligulata
- Riedelia longifolia
- Riedelia longirostra
- Riedelia longisepala
- Riedelia macranthoides
- Riedelia macrothyrsa
- Riedelia maculata
- Riedelia marafungensis
- Riedelia maxima
- Riedelia microbotrya
- Riedelia minor
- Riedelia monophylla
- Riedelia montana
- Riedelia monticola
- Riedelia nymanii
- Riedelia orchioides
- Riedelia paniculata
- Riedelia plectophylla
- Riedelia pterocalyx
- Riedelia pulcherrima
- Riedelia purpurata
- Riedelia rigidocalyx
- Riedelia robusta
- Riedelia rosacea
- Riedelia schlechteri
- Riedelia sessilanthera
- Riedelia stricta
- Riedelia subalpina
- Riedelia suborbicularis
- Riedelia subulocalyx
- Riedelia tenuifolia
- Riedelia triciliata
- Riedelia umbellata
- Riedelia urceolata
- Riedelia whitei
- Riedelia wollastonii